# 芽枝軸孔珊瑚
芽枝軸孔珊瑚（学名：Acropora gemmifera）为軸孔珊瑚科軸孔珊瑚屬下的一个种。